# Mesoprionus petrovitzi
Mesoprionus petrovitzi är en skalbaggsart som först beskrevs av Holzschuh 1981.  Mesoprionus petrovitzi ingår i släktet Mesoprionus och familjen långhorningar.
Artens utbredningsområde är Iran. Inga underarter finns listade i Catalogue of Life.